# Семеново (Ленінградська область)
Семеново (рос. Семеново) — присілок Бокситогорського району Ленінградської області Росії. Входить до складу Єфімовського міського поселення.
Населення — 7 осіб (2003 рік). 